# Diodotos Tryfon

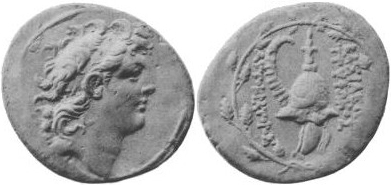
Moneta Diodotusa Tryphona

Diodotos, po dojściu do władzy: Diodotos Tryphon (? – 138 p.n.e.) - uzurpator władzy królewskiej w Syrii Seleucydów.
Początkowo komendant garnizonu wojskowego w Apamei. Wykorzystał niezadowolenie z rządów ówczesnego władcy Demetriusza II Nikatora, koronując kilkuletniego syna Aleksandra Balasa i Kleopatry Thei w 142 p.n.e. jako Antiocha VI Epifanesa Dionysosa. W tym samym roku Antiocha VI zamordowano z rozkazu Diodotosa, który sam obwołał się królem, przyjmując przydomek Tryphon (gr. wspaniały).
Ostatecznie Tryphon został pobity w kilku starciach przez Antiocha VII Sidetesa.